# Världsmästerskapen i badminton 2018
Världsmästerskapen i badminton 2018 anordnades mellan den 30 juli och 5 augusti i Nanjing i Kina.

## Medaljsummering
| Pl.    | Nation     | Guld | Silver | Brons | Totalt |
| ------ | ---------- | ---- | ------ | ----- | ------ |
| 1      | Kina       | 2    | 2      | 4     | 8      |
| 2      | Japan      | 2    | 2      | 2     | 6      |
| 3      | Spanien    | 1    | 0      | 0     | 1      |
| 4      | Indien     | 0    | 1      | 0     | 1      |
| 5      | Hongkong   | 0    | 0      | 1     | 1      |
| 5      | Indonesien | 0    | 0      | 1     | 1      |
| 5      | Malaysia   | 0    | 0      | 1     | 1      |
| 5      | Taiwan     | 0    | 0      | 1     | 1      |
| Totalt | Totalt     | 5    | 5      | 10    | 20     |

## Medaljörer
| Gren        | Guld                                       | Silver                                   | Brons                                     |
| Damsingel   | Carolina Marín (ESP)                       | P.V. Sindhu (IND)                        | He Bingjiao (CHN)                         |
| Damsingel   | Carolina Marín (ESP)                       | P.V. Sindhu (IND)                        | Akane Yamaguchi (JPN)                     |
| Herrsingel  | Kento Momota (JPN)                         | Shi Yuqi (CHN)                           | Chen Long (CHN)                           |
| Herrsingel  | Kento Momota (JPN)                         | Shi Yuqi (CHN)                           | Liew Daren (MAS)                          |
| Damdubbel   | Mayu Matsumoto · och Wakana Nagahara (JPN) | Yuki Fukushima · och Sayaka Hirota (JPN) | Greysia Polii · och Apriyani Rahayu (INA) |
| Damdubbel   | Mayu Matsumoto · och Wakana Nagahara (JPN) | Yuki Fukushima · och Sayaka Hirota (JPN) | Shiho Tanaka · och Koharu Yonemoto (JPN)  |
| Herrdubbel  | Li Junhui · och Liu Yuchen (CHN)           | Takeshi Kamura · och Keigo Sonoda (JPN)  | Chen Hung-ling · och Wang Chi-lin (TPE)   |
| Herrdubbel  | Li Junhui · och Liu Yuchen (CHN)           | Takeshi Kamura · och Keigo Sonoda (JPN)  | Liu Cheng · och Zhang Nan (CHN)           |
| Mixeddubbel | Zheng Siwei · och Huang Yaqiong (CHN)      | Wang Yilü · och Huang Dongping (CHN)     | Zhang Nan · och Li Yinhui (CHN)           |
| Mixeddubbel | Zheng Siwei · och Huang Yaqiong (CHN)      | Wang Yilü · och Huang Dongping (CHN)     | Tang Chun Man · och Tse Ying Suet (HKG)   |